# Dischistodus
Dischistodus is een geslacht van straalvinnige vissen uit de familie van rifbaarzen of koraaljuffertjes (Pomacentridae).

## Soorten
- Dischistodus chrysopoecilus (Schlegel & Müller, 1839)
- Dischistodus darwiniensis (Whitley, 1928)
- Dischistodus fasciatus (Cuvier in Cuvier & Valenciennes, 1830)
- Dischistodus melanotus (Bleeker, 1858)
- Dischistodus perspicillatus (Cuvier in Cuvier & Valenciennes, 1830)
- Dischistodus prosopotaenia (Bleeker, 1852)
- Dischistodus pseudochrysopoecilus (Allen & Robertson, 1974)